# 威廉丘山地公园
威廉丘山地公园（德語：Bergpark Wilhelmshöhe），是德國的一處獨特的景觀公園，位於黑森州的卡塞尔市。公園的面積為2.4平方公里，是歐洲最大的依山而建的公園，並且是世界第二大的建在山坡上的公園。威廉丘山地公园開始建設於1696年，並且花了大約150年才完成。2013年，威廉丘山地公园被列入世界文化遺產名單。公园以山顶的大力神像及沿阶而下的瀑布，狮堡和威廉丘宫而闻名。

## 公园内建筑

### 大力神像
大力神像位于公园最西端，建于1701年至1717年。神像伫立在高达515米的公园最高点，建筑高71米，其中神像本身高8.25米。大力神像是瀑布的起点。

## 外部連結
- Accompanying film for the UNESCO World Heritage nomination （页面存档备份，存于）
- Tom Galvin: Wilhelmshöhe - Mountain Goat and Cascade Lover's Paradise （页面存档备份，存于）
- Destinations Germany - Kassel, Places of Interest （页面存档备份，存于）
- City Map Kassel - The water arts at the foot of the Hercules. （页面存档备份，存于）
- Stadtpanoramen.de - Panoramas of Bergpark & Schloss Wilhelmshoehe and the Hercules Monument & Cascades （页面存档备份，存于）
- Youtube - Illuminated water arts in Kassel at night （页面存档备份，存于）
- Youtube - Waterarts at in Kassel （页面存档备份，存于）